# Dolmen de la Pierre-Fade (Saint-Étienne-des-Champs)

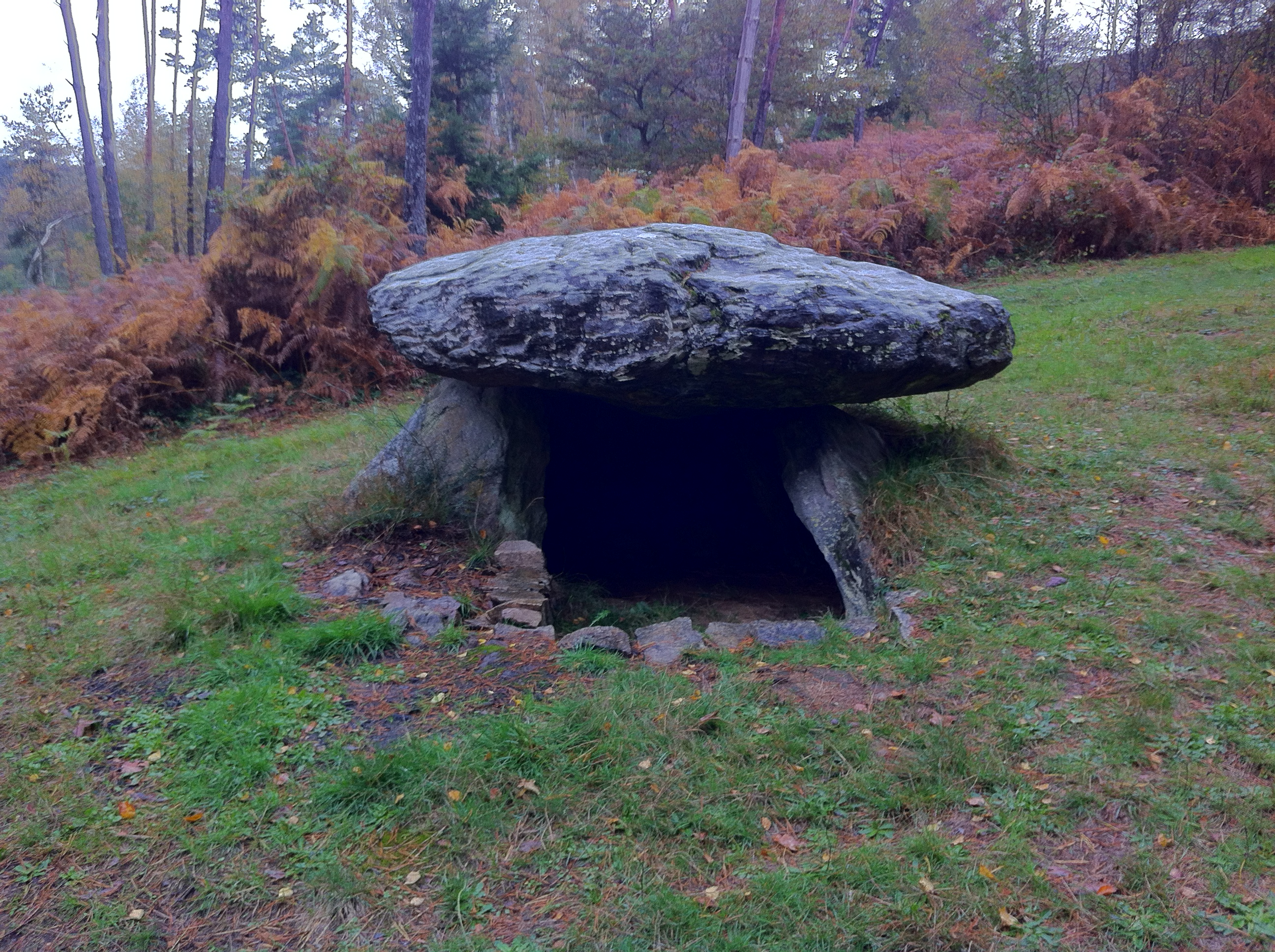
Dolmen de la Pierre-Fade

Der 2001 restaurierte Dolmen de la Pierre-Fade (deutsch Feenstein) liegt in Saint-Étienne-des-Champs im Département Puy-de-Dôme in der französischen Region Auvergne-Rhône-Alpes. Sein Bau erfolgte am Ende der Jungsteinzeit. Es gibt mehrere Dolmen dieses Namens in Frankreich (Dolmen Pierre de la Fade (Blessac), Pierre Fade von Ménardeix). Dolmen ist in Frankreich der Oberbegriff für Megalithanlagen aller Art (siehe: Französische Nomenklatur). 
Der Dolmen de la Pierre-Fade ist eines der wenigen Megalithmonumente, die sich, ähnlich wie der Dolmen de la Pierre-Brûlée, zum Teil in einem künstlichen ovalen Hügel von 8,5 × 6,6 m befinden. Wie die meisten Dolmen Südfrankreichs, ist auch dieser ein einfacher Bau mit geringen Dimensionen. Er ist etwa 3,0 m lang, 1,65 m breit und mit 2,4 m ungewöhnlich hoch. Der überstehende Deckstein misst 2,6 × 2,2 m und hat ein Gewicht von mehr als 6 Tonnen. Er wird seitlich von vier leicht einwärts geneigten Tragsteinen (ein Paar auf jeder Seite) gestützt. Der nicht mehr originale Zugang liegt im Südosten. 
Der mehrfach nachgenutzte Dolmen (Bronzezeit (1200–700 v. Chr.) und Eisenzeit (500 v. Chr.)) lieferte bei seiner Ausgrabung im Jahre 1975 Pfeilspitzen und bis zu 26 cm lange Feuersteindolche.